# Trnje, Pivka
Trnje este o localitate din comuna Pivka, Slovenia, cu o populație de 243 de locuitori.